# Machaerium castaneiflorum
Machaerium castaneiflorum är en ärtväxtart som beskrevs av Adolpho Ducke. Machaerium castaneiflorum ingår i släktet Machaerium och familjen ärtväxter. Inga underarter finns listade i Catalogue of Life.